# Giuseppe Franchi
Pour les articles homonymes, voir Franchi.
Giuseppe Franchi, né à Carrare (Italie) en 1731 et mort à Milan le 11 février 1806, est un sculpteur néo-classique italien.

## Biographie
Après avoir commencé sa formation à Carrare, auprès de son père, l'architecte Giacomo Franchi, Giuseppe la poursuit entre 1755 et 1757 à Parme, sous la direction de Boudard, puis à Rome, où il étudie les sculptures antiques, notamment auprès de Winckelmann. Il devient bientôt un expert dans ce domaine, réalisant plusieurs copies et restaurations d’œuvres antiques pour Charles-Guillaume de Brunswick.
En 1776 est fondée l'Académie des beaux-arts de Brera, une institution milanaise dont Franchi devient l'un des professeurs. Il enseigne notamment aux sculpteurs Angelo Pizzi, Pompeo Marchesi, Giovanni Battista Comolli et Bartolomeo Ribossi, ainsi qu'au graveur Giacomo Frey et aux trois fils de l'archiduc Ferdinand, gouverneur du Milanais, dont l'archiduc Maximilien. À Milan, Franchi collabore à plusieurs reprises avec l'architecte Giuseppe Piermarini. Il est également l'ami du poète Giuseppe Parini.
En 1779, Franchi est chargé de restaurer et réorganiser les collections de sculpture des Gonzague à Mantoue.
En avril 1791, il est admis à l'Académie de Saint-Luc de Rome.
Franchi possédait dans son cabinet une copie à l'huile par Marco d'Oggiono de La Cène de Léonard de Vinci. Cette copie, réputée très fidèle à l'original, a été gravée par Frey.
Mort en 1806, Franchi est inhumé au cimetière milanais de la Mojazza, non loin de Parini et de Martin Knoller (1725-1804), qui a peint le portrait du sculpteur (huile sur toile, 75 × 56 cm, autrefois à la Pinacothèque de Brera, aujourd'hui à la Galerie d'art moderne de Milan).

## Œuvres
- Monument funéraire de la princesse Grillo Panfili (d'après un dessin de Righi), basilique Sainte-Marie-des-Anges, Assise (Italie), 1764.
- Le Char d'Apollon, bozzetto en terre-cuite pour le théâtre de La Scala, 1778.
- Reliefs du salon du Palazzo Greppi, Milan, 1778.
- (Avec ses élèves) Divinités de l'Olympe, salle des caryatides du Palais royal de Milan, 1778.
- Reliefs représentant les Exploits militaires d'Alberico Barbiano, Palazzo Belgioioso, Milan, 1778.
- Femme voilée, chapelle du Palazzo Belgioioso, Milan.
- Sirènes, fontaine du Piermarini, Piazza Fontana (architecte : Piermarini), Milan, 1781-1782.
- Mausolée du comte Charles-Joseph de Firmian, église San Bartolomeo, Milan, 1783.
- Médaillon commémoratif de Paolo Frisi, chapelle de l'Assomption de l'église Sant'Alessandro, Milan, 1784 (ou après).
- Buste de Giovenale Sacchi, Académie des sciences de l'institut de Bologne, 1789.
- Buste de Marie-Béatrice d'Este, 1790.
- Médaillon commémoratif de Giovanni Battista Borsieri,  Université de Pavie, 1790.
- Buste de Giuseppe Parini, loggia de la cour du Palais de Brera, Milan, 1791.
- Buste de Giovanni Battista Branca, Bibliothèque Ambrosienne, Milan, 1792.
- Cénotaphe de Léopold II, Milan, 1792.
- Deux Amours, Villa royale de Monza, 1796.
- Médaillon commémoratif de Bassiano Bigoni,  Université de Pavie, 1796.
- Buste de Maria Gaetana Agnesi, Bibliothèque Ambrosienne, Milan, 1802.
- Deux Lions (d'après l'antique), terrasses du Jeu-de-Paume et de l'Orangerie, place de la Concorde (du côté du jardin des Tuileries), Paris.

Œuvres de Giuseppe Franchi
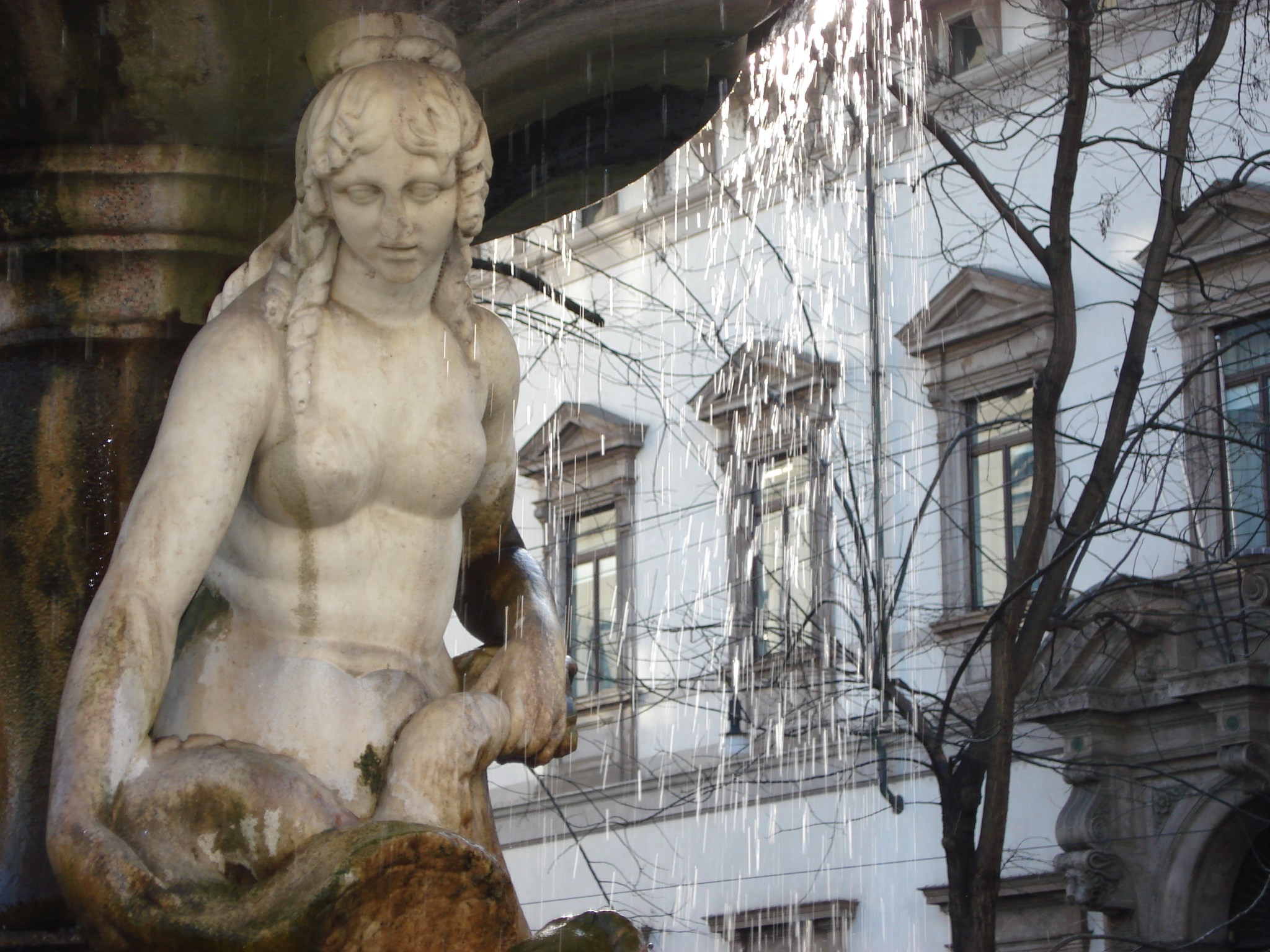
Sirène de la fontaine de la Piazza Fontana
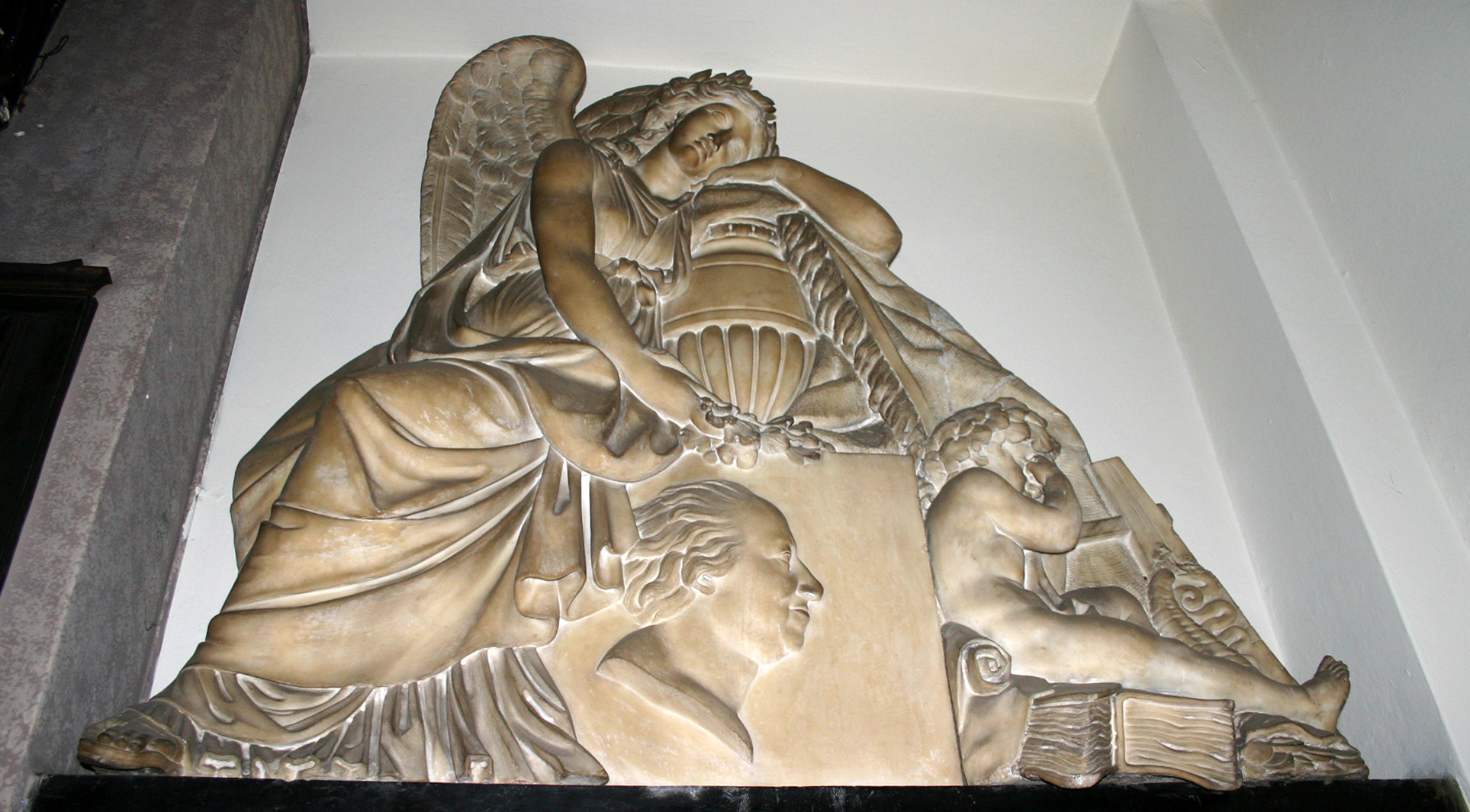
Mausolée du comte de Firmian
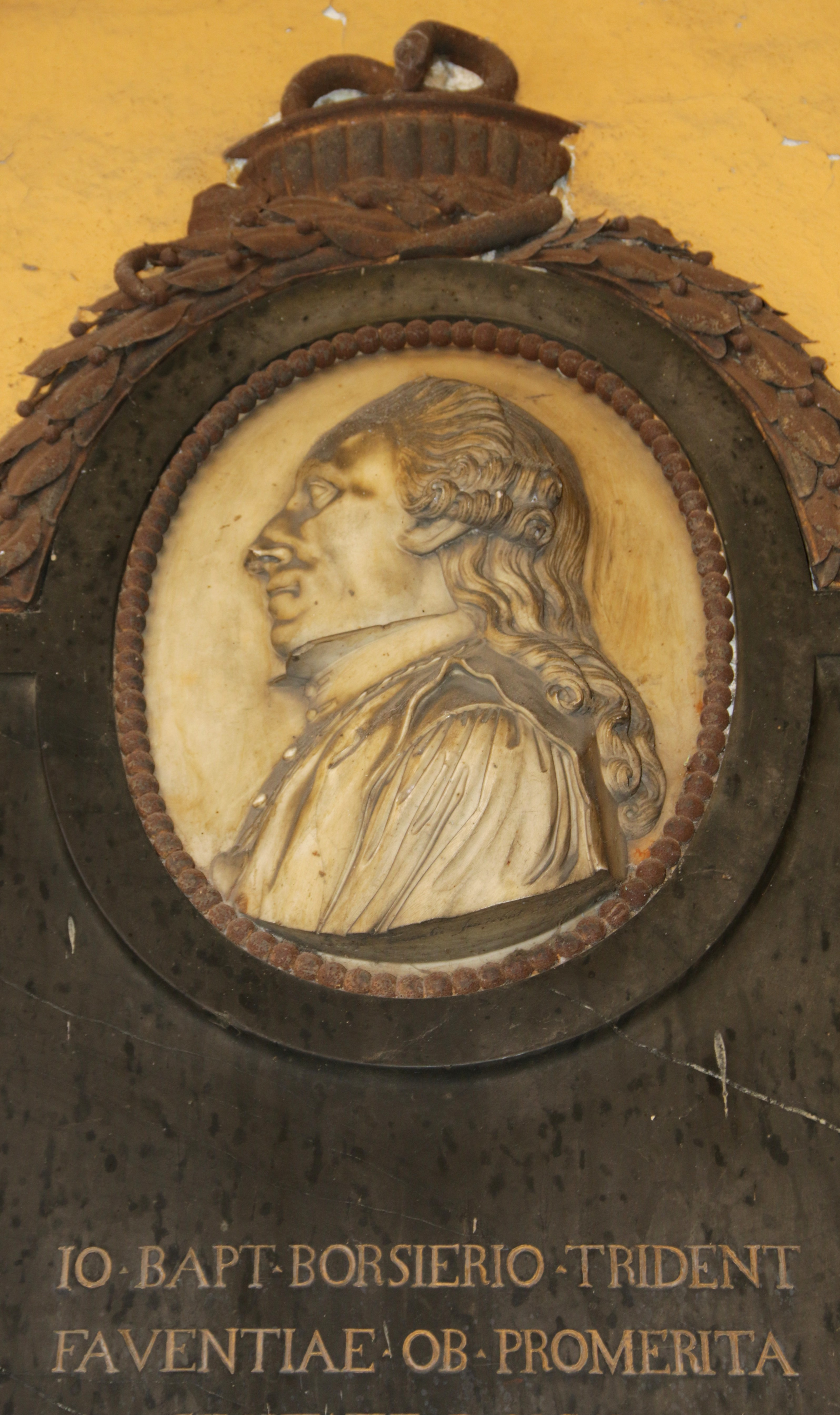
Médaillon commémoratif de Giovanni Battista Borsieri
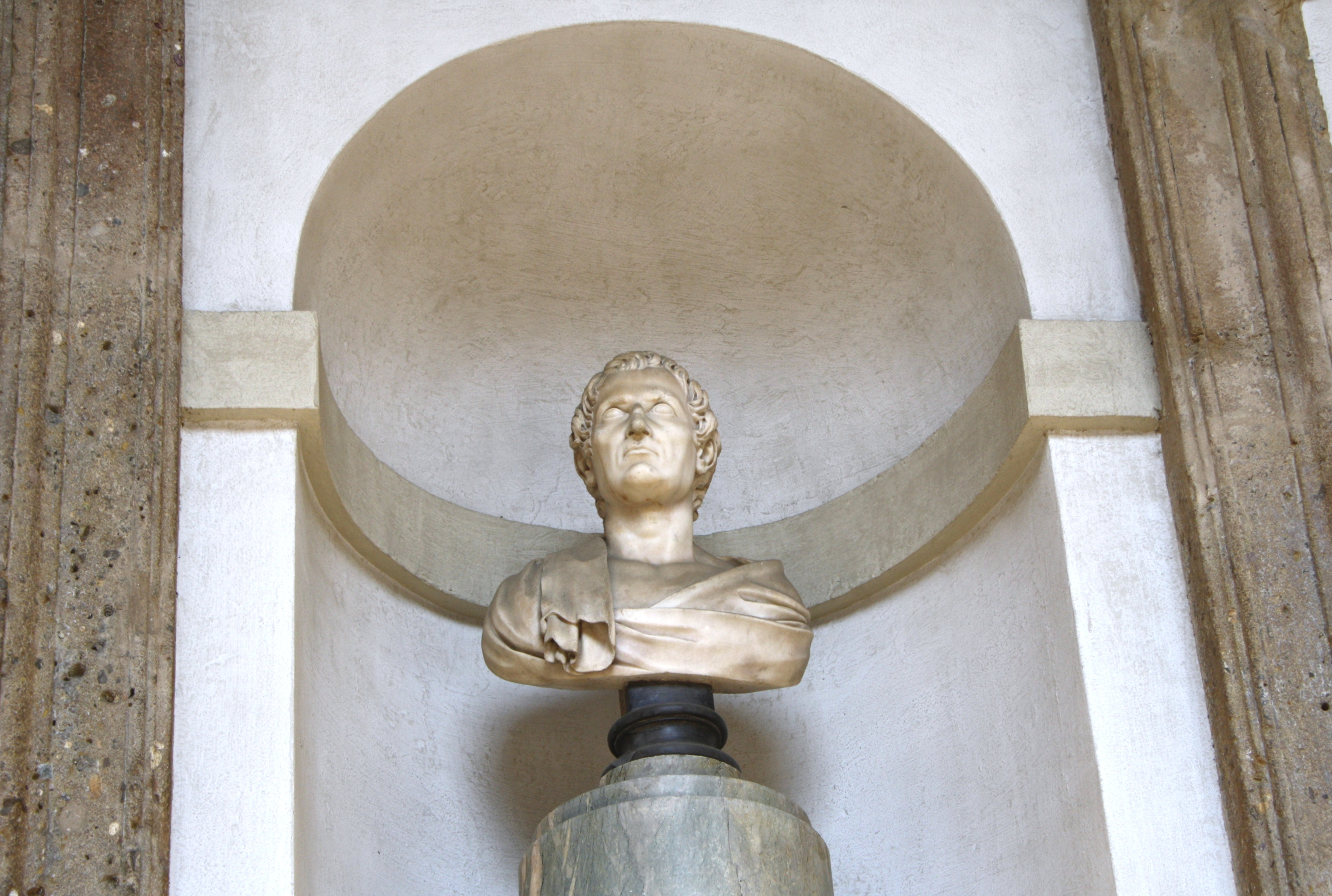
Buste de Giuseppe Parini.
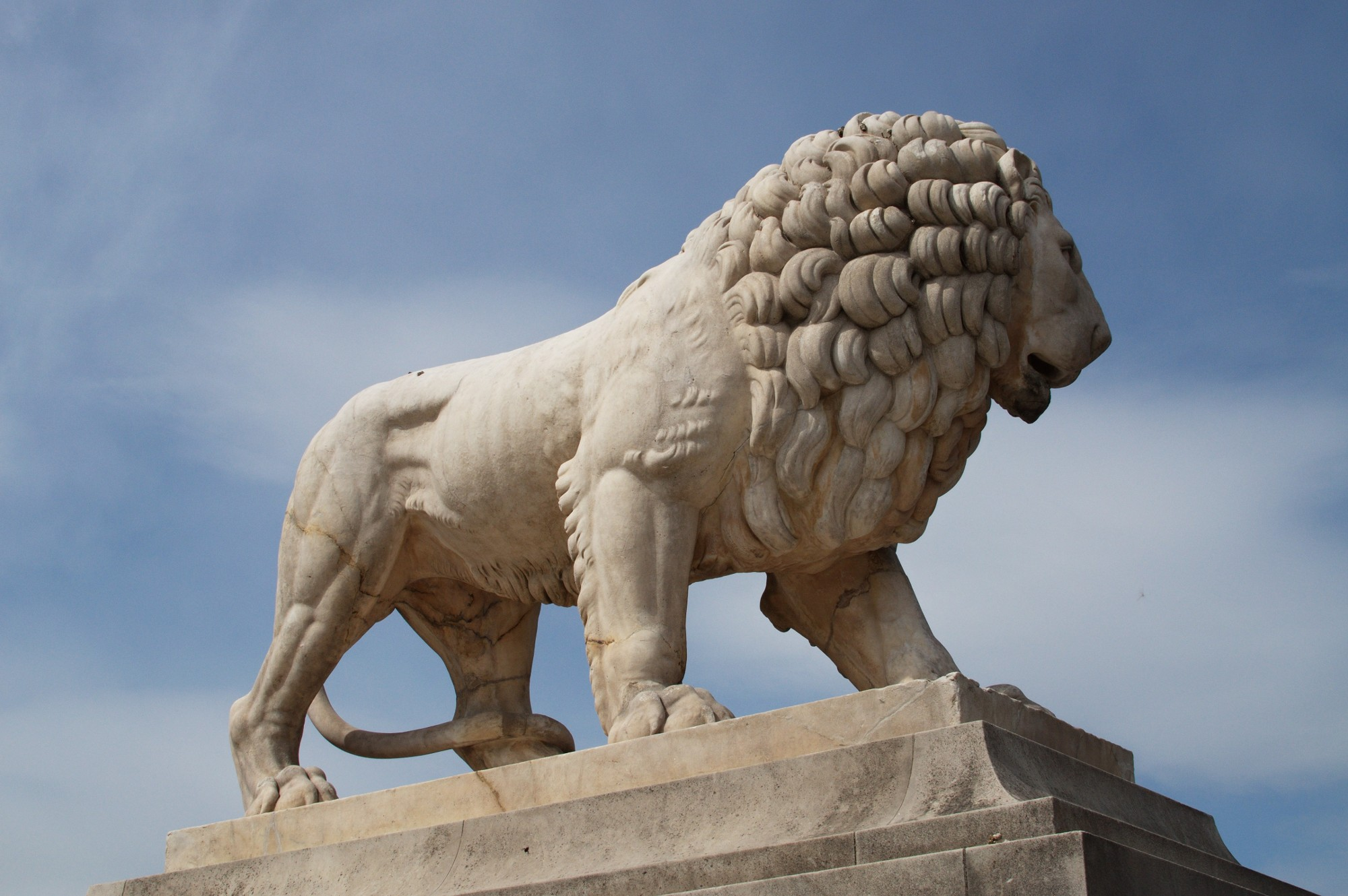
Lion de la terrasse du Jeu-de-Paume
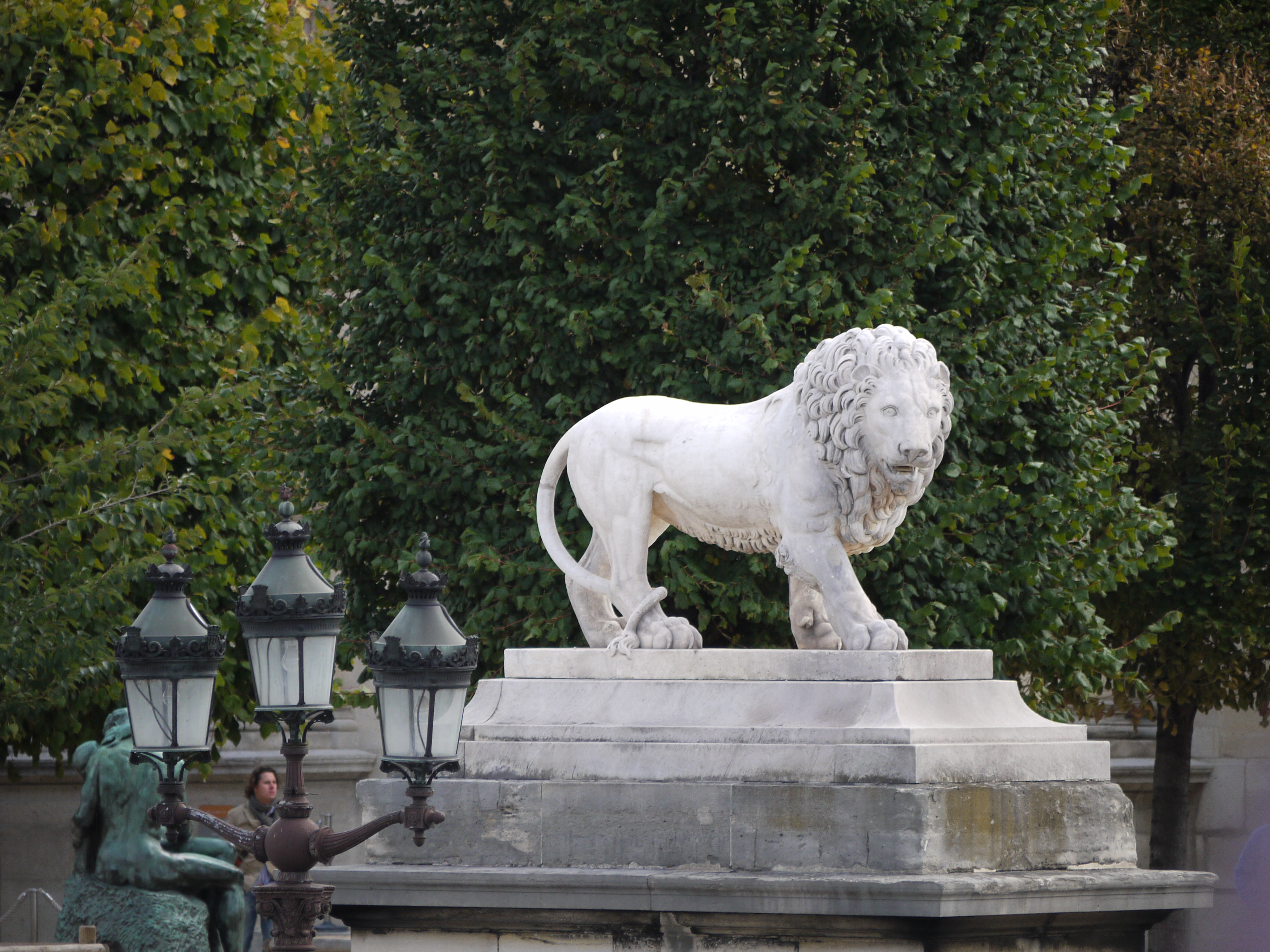
Lion de la terrasse de l'Orangerie